# Automobil-Weltmeisterschaft 1972
Die Automobil-Weltmeisterschaft 1972 war die 23. Saison der Automobil-Weltmeisterschaft, die heutzutage als Formel-1-Weltmeisterschaft bezeichnet wird. In ihrem Rahmen wurden über zwölf Rennen in der Zeit vom 23. Januar 1972 bis zum 8. Oktober 1972 die Fahrerweltmeisterschaft und der Internationale Pokal der Formel-1-Konstrukteure ausgetragen.
Emerson Fittipaldi gewann zum ersten Mal die Fahrerweltmeisterschaft. Lotus-Ford wurde zum fünften Mal Konstrukteursweltmeister.
Der FIA-Ehrentitel Großer Preis von Europa wurde 1972 an den Großen Preis von Großbritannien vergeben.

## Rennberichte

### Großer Preis von Argentinien
| Platz | Fahrer          | Team                  | Zeit            |
| ----- | --------------- | --------------------- | --------------- |
| 1     | Jackie Stewart  | Tyrrell-Ford Cosworth | 1:57:58,820     |
| 2     | Denis Hulme     | McLaren-Ford Cosworth | + 25,960 Sek.   |
| 3     | Jacky Ickx      | Ferrari               | + 59,390 Sek.   |
| 4     | Clay Regazzoni  | Ferrari               | + 1:06,720 Min. |
| 5     | Tim Schenken    | Surtees-Ford Cosworth | + 1:09,110 Min. |
| 6     | Ronnie Peterson | March-Ford Cosworth   | + 1 Runde       |

Der Große Preis von Argentinien auf dem Autódromo Municipal Ciudad de Buenos Aires fand am 23. Januar 1972 statt und ging über eine Distanz von 95 Runden à 3,345 km, was einer Gesamtdistanz von 317,775 km entspricht.
Jackie Stewart gewann das Rennen vor Denis Hulme und Jacky Ickx.

### Großer Preis von Südafrika
| Platz | Fahrer             | Team                  | Zeit        |
| ----- | ------------------ | --------------------- | ----------- |
| 1     | Denis Hulme        | McLaren-Ford Cosworth | 1:45:49,100 |
| 2     | Emerson Fittipaldi | Lotus-Ford Cosworth   | + 14,1 Sek. |
| 3     | Peter Revson       | McLaren-Ford Cosworth | + 25,8 Sek. |
| 4     | Mario Andretti     | Ferrari               | + 38,5 Sek. |
| 5     | Ronnie Peterson    | March-Ford Cosworth   | + 49,0 Sek. |
| 6     | Graham Hill        | Brabham-Ford Cosworth | + 1 Runde   |

Der Große Preis von Südafrika auf dem Kyalami Grand Prix Circuit fand am 4. März 1972 statt und ging über eine Distanz von 79 Runden à 4,104 km, was einer Gesamtdistanz von 324,216 km entspricht.
Denis Hulme gewann das Rennen vor Emerson Fittipaldi und Peter Revson.

### Großer Preis von Spanien
| Platz | Fahrer             | Team                  | Zeit          |
| ----- | ------------------ | --------------------- | ------------- |
| 1     | Emerson Fittipaldi | Lotus-Ford Cosworth   | 2:03:41,230   |
| 2     | Jacky Ickx         | Ferrari               | + 18,920 Sek. |
| 3     | Clay Regazzoni     | Ferrari               | + 1 Runde     |
| 4     | Andrea de Adamich  | Surtees-Ford Cosworth | + 1 Runde     |
| 5     | Peter Revson       | McLaren-Ford Cosworth | + 1 Runde     |
| 6     | Carlos Pace        | March-Ford Cosworth   | + 1 Runde     |

Der Große Preis von Spanien auf dem Circuito Permanente del Jarama fand am 1. Mai 1972 statt und ging über eine Distanz von 90 Runden à 3,404 km, was einer Gesamtdistanz von 306,360 km entspricht.
Emerson Fittipaldi gewann das Rennen vor Jacky Ickx und Clay Regazzoni.

### Großer Preis von Monaco
| Platz | Fahrer               | Team                  | Zeit        |
| ----- | -------------------- | --------------------- | ----------- |
| 1     | Jean-Pierre Beltoise | B.R.M.                | 2:26:54,700 |
| 2     | Jacky Ickx           | Ferrari               | + 38,2 Sek. |
| 3     | Emerson Fittipaldi   | Lotus-Ford Cosworth   | + 1 Runde   |
| 4     | Jackie Stewart       | Tyrrell-Ford Cosworth | + 2 Runden  |
| 5     | Brian Redman         | McLaren-Ford Cosworth | + 3 Runden  |
| 6     | Chris Amon           | Matra                 | + 3 Runden  |

Der Große Preis von Monaco auf dem Circuit de Monaco fand am 14. Mai 1972 statt und ging über eine Distanz von 80 Runden à 3,145 km, was einer Gesamtdistanz von 251,600 km entspricht.
Jean-Pierre Beltoise gewann das Rennen vor Jacky Ickx und Emerson Fittipaldi.

### Großer Preis von Belgien
| Platz | Fahrer             | Team                  | Zeit          |
| ----- | ------------------ | --------------------- | ------------- |
| 1     | Emerson Fittipaldi | Lotus-Ford Cosworth   | 1:44:06,700   |
| 2     | François Cevert    | Tyrrell-Ford Cosworth | + 26,6 Sek.   |
| 3     | Denis Hulme        | McLaren-Ford Cosworth | + 58,1 Sek.   |
| 4     | Mike Hailwood      | Surtees-Ford Cosworth | + 1:12,0 Min. |
| 5     | Carlos Pace        | March-Ford Cosworth   | + 1 Runde     |
| 6     | Chris Amon         | Matra                 | + 1 Runde     |

Der Große Preis von Belgien auf dem Complexe Européen de Nivelles-Baulers fand am 4. Juni 1972 statt und ging über eine Distanz von 85 Runden à 3,724 km, was einer Gesamtdistanz von 316,540 km entspricht.
Emerson Fittipaldi gewann das Rennen vor François Cevert und Denis Hulme.

### Großer Preis von Frankreich
| Platz | Fahrer             | Team                  | Zeit          |
| ----- | ------------------ | --------------------- | ------------- |
| 1     | Jackie Stewart     | Tyrrell-Ford Cosworth | 1:52:21,500   |
| 2     | Emerson Fittipaldi | Lotus-Ford Cosworth   | + 27,7 Sek.   |
| 3     | Chris Amon         | Matra                 | + 31,9 Sek.   |
| 4     | François Cevert    | Tyrrell-Ford Cosworth | + 49,3 Sek.   |
| 5     | Ronnie Peterson    | March-Ford Cosworth   | + 56,8 Sek.   |
| 6     | Mike Hailwood      | Surtees-Ford Cosworth | + 1:36,1 Min. |

Der Große Preis von Frankreich auf dem Circuit de Charade fand am 2. Juli 1972 statt und ging über eine Distanz von 38 Runden à 8,055 km, was einer Gesamtdistanz von 306,090 km entspricht.
Jackie Stewart gewann das Rennen vor Emerson Fittipaldi und Chris Amon.
Helmut Marko verlor durch einen von Ronnie Peterson hochgeschleuderten Stein ein Auge.

### Großer Preis von Großbritannien
| Platz | Fahrer             | Team                  | Zeit          |
| ----- | ------------------ | --------------------- | ------------- |
| 1     | Emerson Fittipaldi | Lotus-Ford Cosworth   | 1:47:50,200   |
| 2     | Jackie Stewart     | Tyrrell-Ford Cosworth | + 4,1 Sek.    |
| 3     | Peter Revson       | McLaren-Ford Cosworth | + 1:12,5 Min. |
| 4     | Chris Amon         | Matra                 | + 1 Runde     |
| 5     | Denis Hulme        | McLaren-Ford Cosworth | + 1 Runde     |
| 6     | Arturo Merzario    | Ferrari               | + 1 Runde     |

Der Große Preis von Großbritannien auf dem Brands Hatch Circuit fand am 15. Juli 1972 statt und ging über eine Distanz von 76 Runden à 4,265 km, was einer Gesamtdistanz von 324,140 km entspricht. Der Grand Prix trug auch den FIA-Ehrentitel Großer Preis von Europa.
Emerson Fittipaldi gewann vor Jackie Stewart und Peter Revson.

### Großer Preis von Deutschland
| Platz | Fahrer          | Team                  | Zeit          |
| ----- | --------------- | --------------------- | ------------- |
| 1     | Jacky Ickx      | Ferrari               | 1:42:12,300   |
| 2     | Clay Regazzoni  | Ferrari               | + 48,3 Sek.   |
| 3     | Ronnie Peterson | March-Ford Cosworth   | + 1:06,7 Min. |
| 4     | Howden Ganley   | B.R.M.                | + 2:20,2 Min. |
| 5     | Brian Redman    | McLaren-Ford Cosworth | + 2:35,7 Min. |
| 6     | Graham Hill     | Brabham-Ford Cosworth | + 2:59,6 Min. |

Der Große Preis von Deutschland auf dem Nürburgring fand am 30. Juli 1972 statt und ging über eine Distanz von 14 Runden à 22,835 km, was einer Gesamtdistanz von 319,690 km entspricht.
Jacky Ickx gewann das Rennen vor Clay Regazzoni und Ronnie Peterson.

### Großer Preis von Österreich
| Platz | Fahrer             | Team                  | Zeit            |
| ----- | ------------------ | --------------------- | --------------- |
| 1     | Emerson Fittipaldi | Lotus-Ford Cosworth   | 1:29:16,660     |
| 2     | Denis Hulme        | McLaren-Ford Cosworth | + 1,180 Sek.    |
| 3     | Peter Revson       | McLaren-Ford Cosworth | + 36,530 Sek.   |
| 4     | Mike Hailwood      | Surtees-Ford Cosworth | + 44,760 Sek.   |
| 5     | Chris Amon         | Matra                 | + 45,640 Sek.   |
| 6     | Howden Ganley      | B.R.M.                | + 1:01,190 Min. |

Der Große Preis von Österreich auf dem Österreichring fand am 13. August 1972 statt und ging über eine Distanz von 54 Runden à 5,911 km, was einer Gesamtdistanz von 319,194 km entspricht.
Emerson Fittipaldi gewann das Rennen vor Denis Hulme und Peter Revson.

### Großer Preis von Italien
| Platz | Fahrer             | Team                  | Zeit          |
| ----- | ------------------ | --------------------- | ------------- |
| 1     | Emerson Fittipaldi | Lotus-Ford Cosworth   | 1:29:58,400   |
| 2     | Mike Hailwood      | Surtees-Ford Cosworth | + 14,5 Sek.   |
| 3     | Denis Hulme        | McLaren-Ford Cosworth | + 23,8 Sek.   |
| 4     | Peter Revson       | McLaren-Ford Cosworth | + 35,7 Sek.   |
| 5     | Graham Hill        | Brabham-Ford Cosworth | + 1:05,6 Min. |
| 6     | Peter Gethin       | B.R.M.                | + 1:21,9 Min. |

Der Große Preis von Italien auf dem Autodromo Nazionale di Monza fand am 10. September 1972 statt und ging über eine Distanz von 55 Runden à 5,775 km, was einer Gesamtdistanz von 317,625 km entspricht.
Emerson Fittipaldi gewann das Rennen vor Mike Hailwood und Denis Hulme.
Fittipaldi wurde bei diesem Grand Prix vorzeitig der bis dato jüngste Weltmeister in der Formel 1. Außerdem sicherte er Lotus den fünften von sieben Konstrukteurstiteln.

### Großer Preis von Kanada
| Platz | Fahrer           | Team                  | Zeit          |
| ----- | ---------------- | --------------------- | ------------- |
| 1     | Jackie Stewart   | Tyrrell-Ford Cosworth | 1:43:16,900   |
| 2     | Peter Revson     | McLaren-Ford Cosworth | + 48,2 Sek.   |
| 3     | Denis Hulme      | McLaren-Ford Cosworth | + 54,6 Sek.   |
| 4     | Carlos Reutemann | Brabham-Ford Cosworth | + 35,7 Sek.   |
| 5     | Clay Regazzoni   | Ferrari               | + 1:07,0 Min. |
| 6     | Chris Amon       | Matra                 | + 1 Runde     |

Der Große Preis von Kanada auf dem Mosport Park fand am 24. September 1972 statt und ging über eine Distanz von 80 Runden à 3,956 km, was einer Gesamtdistanz von 316,480 km entspricht.
Jackie Stewart gewann das Rennen vor Peter Revson und Denis Hulme.

### Großer Preis der USA
| Platz | Fahrer          | Team                  | Zeit            |
| ----- | --------------- | --------------------- | --------------- |
| 1     | Jackie Stewart  | Tyrrell-Ford Cosworth | 1:41:45,354     |
| 2     | François Cevert | Tyrrell-Ford Cosworth | + 23,268 Sek.   |
| 3     | Denis Hulme     | McLaren-Ford Cosworth | + 37,528 Sek.   |
| 4     | Ronnie Peterson | March-Ford Cosworth   | + 1:22,516 Min. |
| 5     | Jacky Ickx      | Ferrari               | + 1:23,119 Min. |
| 6     | Mario Andretti  | Ferrari               | + 1 Runde       |

Der Große Preis der USA auf dem Watkins Glen Grand Prix Race Course fand am 8. Oktober 1972 statt und ging über eine Distanz von 59 Runden à 5,430 km, was einer Gesamtdistanz von 320,370 km entspricht.
Jackie Stewart gewann das Rennen vor François Cevert und Denis Hulme.

## Weltmeisterschaftswertungen
| Platz  | 1 | 2 | 3 | 4 | 5 | 6 |
| Punkte | 9 | 6 | 4 | 3 | 2 | 1 |

Für die Wertung wurden die besten fünf Ergebnisse der ersten sechs und die besten fünf der restlichen sechs Rennen berücksichtigt. In der Konstrukteurswertung wurde der jeweils bestplatzierte Wagen des jeweiligen Konstrukteurs berücksichtigt.

### Fahrerwertung
| Pos. | Fahrer            | Konstrukteur   |     |     |     |     |     |     |     |     |     |     |     |     | Punkte |
| 01   | E. Fittipaldi     | Lotus-Ford     | DNF | 2   | 1   | 3   | 1   | 2   | 1   | DNF | 1   | 1   | 11  | DNF | 61     |
| 02   | J. Stewart        | Tyrrell-Ford   | 1   | DNF | DNF | 4   |     | 1   | 2   | 11  | 7   | DNF | 1   | 1   | 45     |
| 03   | D. Hulme          | McLaren-Ford   | 2   | 1   | DNF | 15  | 3   | 7   | 5   | DNF | 2   | 3   | 3   | 3   | 39     |
| 04   | J. Ickx           | Ferrari        | 3   | 8   | 2   | 2   | DNF | 11  | DNF | 1   | DNF | DNF | 12  | 5   | 27     |
| 05   | P. Revson         | McLaren-Ford   | DNF | 3   | 5   |     | 7   |     | 3   |     | 3   | 4   | 2   | 18  | 23     |
| 06   | F. Cevert         | Tyrrell-Ford   | DNF | 9   | DNF | NC  | 2   | 4   | DNF | 10  | 9   | DNF | DNF | 2   | 15     |
| 07   | C. Regazzoni      | Ferrari        | 4   | 12  | 3   | DNF | DNF |     |     | 2   | DNF | DNF | 5   | 8   | 15     |
| 08   | M. Hailwood       | Surtees-Ford   |     | DNF | DNF | DNF | 4   | 6   | DNF | DNF | 4   | 2   |     | 17  | 13     |
| 09   | R. Peterson       | March-Ford     | 6   | 5   | DNF | 11  | 9   | 5   | 7   | 3   | 12  | 9   | DSQ | 4   | 12     |
| 10   | C. Amon           | Matra-Simca    | DNS | 15  | DNF | 6   | 6   | 3   | 4   | 15  | 5   | DNF | 6   | 15  | 12     |
| 11   | J.-P. Beltoise    | B.R.M.         |     | DNF | DNF | 1   | DNF | 15  | 11  | 9   | 8   | 8   | DNF | DNF | 9      |
| 12   | M. Andretti       | Ferrari        | DNF | 4   | DNF |     |     |     |     |     |     | 7   |     | 6   | 4      |
| 13   | H. Ganley         | B.R.M.         | 9   | NC  | DNF | DNF | 8   |     |     | 4   | 6   | 11  | 10  | DNF | 4      |
| 14   | B. Redman         | McLaren-Ford   |     |     |     | 5   |     | 9   |     | 5   |     |     |     |     | 4      |
| 14   | B. Redman         | B.R.M.         |     |     |     |     |     |     |     |     |     |     |     | DNF | 4      |
| 15   | G. Hill           | Brabham-Ford   | DNF | 6   | 10  | 12  | DNF | 10  | DNF | 6   | DNF | 5   | 8   | 11  | 4      |
| 16   | C. Reutemann      | Brabham-Ford   | 7   | DNF |     |     | 13  | 12  | 8   | DNF | DNF | DNF | 4   | DNF | 3      |
| 17   | A. de Adamich     | Surtees-Ford   | DNF | NC  | 4   | 7   | DNF | 14  | DNF | 13  | 14  | DNF | DNF | DNF | 3      |
| 18   | C. Pace           | March-Ford     |     | 17  | 6   | 17  | 5   | DNF | DNF | NC  | NC  | DNF | 9   | DNF | 3      |
| 19   | T. Schenken       | Surtees-Ford   | 5   | DNF | 8   | DNF | DNF | 17  | DNF | 14  | 11  | DNF | 7   | DNF | 2      |
| 20   | A. Merzario       | Ferrari        |     |     |     |     |     |     | 6   | 12  |     |     |     |     | 1      |
| 21   | P. Gethin         | B.R.M.         | DNF | NC  | DNF | DNF | DNF |     | DNF |     | 13  | 6   | DNF | DNF | 1      |
| 22   | Wilson Fittipaldi | Brabham-Ford   |     |     | 7   | 9   | DNF | 8   | 12  | 7   | DNF | DNF | DNF | DNF | 0      |
| 23   | N. Lauda          | March-Ford     | 11  | 7   | DNF | 16  | 12  | DNF | 9   | DNF | 10  | 13  | DSQ | NC  | 0      |
| 24   | P. Depailler      | Tyrrell-Ford   |     |     |     |     |     | NC  |     |     |     |     |     | 7   | 0      |
| 25   | H. Marko          | B.R.M.         | 10  | 14  |     | 8   | 10  | DNF |     |     |     |     |     |     | 0      |
| 26   | M. Beuttler       | March-Ford     |     |     | DNQ | 13  | DNF | 19  | 13  | 8   | DNF | 10  | NC  | 13  | 0      |
| 27   | H. Pescarolo      | March-Ford     | 8   | 11  | 11  | DNF | NC  |     |     | DNF |     | DNQ | 13  | 14  | 0      |
| 27   | H. Pescarolo      | Politoys-Ford  |     |     |     |     |     |     | DNF |     |     |     |     |     | 0      |
| 28   | Jody Scheckter    | McLaren-Ford   |     |     |     |     |     |     |     |     |     |     |     | 9   | 0      |
| 29   | Dave Walker       | Lotus-Ford     | DSQ | 10  | 9   | 14  | 14  | 18  | DNF | DNF | DNF |     |     | DNF | 0      |
| 30   | Rolf Stommelen    | Eifelland-Ford |     | 13  | DNF | 10  | 11  | 16  | 10  | DNF | 15  |     |     |     | 0      |
| 31   | Reine Wisell      | B.R.M.         | DNF |     | DNF | DNF |     | DNF |     | DNF |     | 12  |     |     | 0      |
| 31   | Reine Wisell      | Lotus-Ford     |     |     |     |     |     |     |     |     |     |     | DNF | 10  | 0      |
| 32   | Sam Posey         | Surtees-Ford   |     |     |     |     |     |     |     |     |     |     |     | 12  | 0      |
| 33   | Nanni Galli       | Tecno          |     |     |     |     | DNF |     | DNF |     | NC  | DNF |     |     | 0      |
| 33   | Nanni Galli       | Ferrari        |     |     |     |     |     | 13  |     |     |     |     |     |     | 0      |
| 34   | John Love         | Surtees-Ford   | 16  |     |     |     |     |     |     |     |     |     |     |     | 0      |
| 35   | Skip Barber       | March-Ford     |     |     |     |     |     |     |     |     |     |     | NC  | 16  | 0      |
|      | Àlex Soler-Roig   | B.R.M.         | DNF |     | DNF |     |     |     |     |     |     |     |     |     | 0      |
|      | Dave Charlton     | Lotus-Ford     | DNF |     |     |     |     |     | DNF | DNF |     |     |     |     | 0      |
|      | Derek Bell        | Tecno          |     |     |     |     |     |     |     | DNF |     |     | DNF | DNF | 0      |
|      | François Migault  | Connew-Ford    |     |     |     |     |     |     |     |     | DNF |     |     |     | 0      |
|      | John Surtees      | Surtees-Ford   |     |     |     |     |     |     |     |     |     | DNF |     | DNS | 0      |
|      | Bill Brack        | B.R.M.         |     |     |     |     |     |     |     |     |     |     | DNF |     | 0      |

| Legende  | Legende            | Legende                                                          |
| Farbe    | Abkürzung          | Bedeutung                                                        |
| -------- | ------------------ | ---------------------------------------------------------------- |
| Gold     | –                  | Sieg                                                             |
| Silber   | –                  | 2. Platz                                                         |
| Bronze   | –                  | 3. Platz                                                         |
| Grün     | –                  | Platzierung in den Punkten                                       |
| Blau     | –                  | Klassifiziert außerhalb der Punkteränge                          |
| Violett  | DNF                | Rennen nicht beendet (did not finish)                            |
| Violett  | NC                 | nicht klassifiziert (not classified)                             |
| Rot      | DNQ                | nicht qualifiziert (did not qualify)                             |
| Rot      | DNPQ               | in Vorqualifikation gescheitert (did not pre-qualify)            |
| Schwarz  | DSQ                | disqualifiziert (disqualified)                                   |
| Weiß     | DNS                | nicht am Start (did not start)                                   |
| Weiß     | WD                 | zurückgezogen (withdrawn)                                        |
| Hellblau | PO                 | nur am Training teilgenommen (practiced only)                    |
| Hellblau | TD                 | Freitags-Testfahrer (test driver)                                |
| ohne     | DNP                | nicht am Training teilgenommen (did not practice)                |
| ohne     | INJ                | verletzt oder krank (injured)                                    |
| ohne     | EX                 | ausgeschlossen (excluded)                                        |
| ohne     | DNA                | nicht erschienen (did not arrive)                                |
| ohne     | C                  | Rennen abgesagt (cancelled)                                      |
| ohne     | keine WM-Teilnahme |                                                                  |
| sonstige | P/fett             | Pole-Position                                                    |
| sonstige | 1/2/3/4/5/6/7/8    | Punktplatzierung im Sprint-/Qualifikationsrennen                 |
| sonstige | SR/kursiv          | Schnellste Rennrunde                                             |
| sonstige | *                  | nicht im Ziel, aufgrund der zurückgelegten Distanz aber gewertet |
| sonstige | ()                 | Streichresultate                                                 |
| sonstige | unterstrichen      | Führender in der Gesamtwertung                                   |

### Konstrukteurswertung
| Pos. | Konstrukteur | Punkte |
| ---- | ------------ | ------ |
| 1    | Lotus-Ford   | 61     |
| 2    | Tyrrell-Ford | 51     |
| 3    | McLaren-Ford | 47     |
| 4    | Ferrari      | 33     |
| 5    | Surtees-Ford | 18     |

| Pos. | Konstrukteur | Punkte |
| ---- | ------------ | ------ |
| 6    | March-Ford   | 15     |
| 7    | B.R.M.       | 14     |
| 8    | Matra        | 12     |
| 9    | Brabham-Ford | 7      |

## Formel-1-Rennen ohne Weltmeisterschaftsstatus
Im Laufe des Jahres 1972 gab es zusätzlich zu den Weltmeisterschaftsläufen sechs Formel-1-Rennen ohne Weltmeisterschaftsstatus (im angloamerikanischen Sprachraum: Non Championship Races). Vier von ihnen fanden in Großbritannien statt, eines in Italien und eines in Brasilien. Hier hatten die Teams Gelegenheit, ihre Autos außerhalb des Rahmens von Weltmeisterschaftsläufen zu testen. Vor allem die letzten beiden Rennen hatten ein kleines Starterfeld.

### Race of Champions
| Platz | Fahrer             | Team         | Zeit      |
| ----- | ------------------ | ------------ | --------- |
| 1     | Emerson Fittipaldi | Lotus-Ford   | 0:56:40,6 |
| 2     | Mike Hailwood      | Surtees-Ford | + 3,4     |
| 3     | Denny Hulme        | McLaren-Ford | + 25,1    |
| PP    | Emerson Fittipaldi | Lotus-Ford   | 1:23,9    |
| SR    | Emerson Fittipaldi | Lotus-Ford   | 1:23,8    |

Die 1972er Ausgabe des Race of Champions fand am 19. März 1972 im britischen Brands Hatch statt. Es war das erste Formel-1-Rennen des Jahres in Europa. Neben Formel-1-Autos waren, um das Startfeld aufzufüllen, auch Fahrzeuge nach Formel-5000-Konfiguration zugelassen. Insgesamt waren 19 Fahrer gemeldet.
Das Rennen ging über 40 Runden zu je 4,206 km, hatte also eine Gesamtdistanz von 168,24 km. 
Sieger war Emerson Fittipaldi im Lotus 72 des Werksteams; er belegte auch die Poleposition und fuhr die schnellste Runde. Der beste Formel-5000-Pilot war Alan Rollinson, der einen Lola T300 mit Chevrolet-Motor fuhr; er kam auf Platz 10 ins Ziel.

### Großer Preis von Brasilien
| Platz | Fahrer             | Team         | Zeit       |
| ----- | ------------------ | ------------ | ---------- |
| 1     | Carlos Reutemann   | Brabham-Ford | 1:37:16,24 |
| 2     | Ronnie Peterson    | March-Ford   | + 1:27,6   |
| 3     | Wilson Fittipaldi  | Brabham-Ford | +2:03,37   |
| PP    | Emerson Fittipaldi | Lotus-Ford   | 2:32,4     |
| SR    | Emerson Fittipaldi | Lotus-Ford   | 2:35,2     |

Der erste Große Preis von Brasilien fand am 30. März 1972 auf dem Autódromo de Interlagos in São Paulo statt. Er hatte keinen Weltmeisterschaftsstatus und galt als Probelauf für die folgenden Großen Preise von Brasilien, die ab 1973 fester Bestandteil der Automobil-Weltmeisterschaft waren. Das Rennen ging über 37 Runden zu je 7,96 km, sodass die Gesamtdistanz 294,5 km betrug.
Insgesamt gingen nur 12 Fahrzeuge an den Start, nachdem Ferrari seine Meldung eine Woche vor dem Rennen zurückgezogen hatte und die beiden Autos des Team Surtees disqualifiziert worden waren. Der Sieg ging an Carlos Reutemann im Brabham BT34. Emerson Fittipaldi, der mit dem Lotus 72 die Poleposition erzielt und zudem die schnellste Rennrunde gefahren war, kam nicht ins Ziel; er fiel nach einem Aufhängungsdefekt in der 37. Runde aus.

### BRDC International Trophy
| Platz | Fahrer               | Team         | Zeit     |
| ----- | -------------------- | ------------ | -------- |
| 1     | Emerson Fittipaldi   | Lotus-Ford   | 53:17,8  |
| 2     | Jean-Pierre Beltoise | BRM          | + 0:01,8 |
| 3     | John Surtees         | Surtees-Ford | +0:10,8  |
| PP    | Emerson Fittipaldi   | Lotus-Ford   | 1:18,1   |
| SR    | Mike Hailwood        | Surtees-Ford | 1:18,8   |

Die 24. Auflage der BRDC International Trophy fand am 23. April 1972 auf dem britischen Silverstone Circuit statt. Für das Rennen waren gleichermaßen Formel-1- und Formel-5000-Rennwagen zugelassen. Gemeldet waren 24 Autos, davon 14 Formel-5000-Fahrzeuge. Das Rennen ging über 40 Runden zu je 4,711 km, sodass die Gesamtdistanz 188,5 km betrug.
Der Sieg ging an Emerson Fittipaldi im Lotus 72, der auch Poleposition erzielt hatte. Die schnellste Rennrunde fuhr Mike Hailwood im Surtees TS9B. Die folgenden sechs Plätze belegten ebenfalls Fahrer von Formel-1-Autos. Der beste Formel-5000-Pilot war Graham McRae in einem Leda-Chevrolet, der als Achter ins Ziel kam.

### International Gold Cup
| Platz | Fahrer             | Team         | Zeit     |
| ----- | ------------------ | ------------ | -------- |
| 1     | Denny Hulme        | McLaren-Ford | 57:15,6  |
| 2     | Emerson Fittipaldi | Lotus-Ford   | + 37,4   |
| 3     | Tim Schenken       | Surtees-Ford | +1 Runde |
| PP    | Peter Gethin       | BRM          | 1:24,6   |
| SR    | Denny Hulme        | McLaren-Ford | 1:24,4   |

Die 19. Auflage des International Gold Cup fand am 29. Mai 1972 auf der britischen Rennstrecke Oulton Park in Cheshire statt. Für das Rennen waren wiederum Formel-1- und Formel-5000-Rennwagen zugelassen. Gemeldet waren 18 Autos, davon 10 Formel-5000-Fahrzeuge. Das Rennen ging über 40 Runden zu je 4,434 km, sodass die Gesamtdistanz 177,5 km betrug.
Die Poleposition belegte Peter Gethin im BRM P160B. Der Sieg ging an Denny Hulme im McLaren 19A, der die schnellste Rennrunde fuhr. Der beste Formel-5000-Pilot war Brian Redman in einem privat eingesetzten Chevron B24-Chevrolet, der als Vierter ins Ziel kam.

### Gran Premio Repubblica Italiana
| Platz | Fahrer             | Team         | Zeit     |
| ----- | ------------------ | ------------ | -------- |
| 1     | Emerson Fittipaldi | Lotus-Ford   | :37:31,9 |
| 2     | Andrea de Adamich  | Surtees-Ford | + 37,4   |
| 3     | Nanni Galli        | Tecno        | +1 Runde |
| PP    | Emerson Fittipaldi | Lotus-Ford   | 1:09,82  |
| SR    | Emerson Fittipaldi | Lotus-Ford   | 1:11,06  |

Der Gran Premio Repubblica Italiana fand am 18. Juni 1972 auf dem Autodromo Vallelunga nahe der italienischen Hauptstadt Rom statt.
Das Rennen ging über 80 Runden zu je 3,202 km, sodass die Gesamtdistanz 256,1 km betrug. Gemeldet waren acht Fahrzeuge, von denen nur sieben am Rennen teilnahmen, nachdem der March-Pilot Niki Lauda sein Auto im Training bei einem Unfall irreparabel beschädigt hatte. 
Insgesamt kamen fünf Autos ins Ziel. Der Sieg ging an Emerson Fittipaldi im Lotus 72, der auch die Poleposition belegte und die schnellste Rennrunde fuhr.

### World Champion Victory Race
| Platz | Fahrer               | Team         | Zeit     |
| ----- | -------------------- | ------------ | -------- |
| 1     | Jean-Pierre Beltoise | BRM          | :59:47,8 |
| 2     | Carlos Pace          | Surtees-Ford | + 6,6    |
| 3     | Andrea de Adamich    | Surtees-Ford | +48,0    |
| PP    | Emerson Fittipaldi   | Lotus-Ford   | 1:20,8   |
| SR    | Emerson Fittipaldi   | Lotus-Ford   | 1:23,8   |

Die zweite und letzte Auflage des World Championship Victory Race (Alternativtitel: John Player Challenge Trophy) fand am 22. Oktober 1972 in Brands Hatch statt. Es war das letzte Rennen des Jahres 1972 nach Formel-1-Regeln. Zwei Wochen zuvor war mit dem Großen Preis der USA die Weltmeisterschaft zu Ende gegangen. 
Das Rennen ging über 40 Runden zu je 4,265 km, sodass die Gesamtdistanz 170,59 km betrug. 
Das World Championship Victory Race 1972 stand Formel-1- und Formel-5000-Autos offen. Gemeldet waren 38 Fahrzeuge, 20 von ihnen waren Formel-5000-Wagen. Es gab keine Vorqualifikation; alle Autos waren zur Teilnahme am Zeittraining berechtigt. Lediglich drei Autos – ausschließlich Formel-5000-Wagen – qualifizierten sich nicht zum Rennen. Acht der qualifizierten Fahrer starteten aus unterschiedlichen Gründen nicht, sodass letztlich 27 Autos am Rennen teilnahmen. 18 von ihnen kamen ins Ziel; die ersten zehn waren Formel-1-Autos. Der Sieg ging an Jean-Pierre Beltoise im BRM P180. Die schnellste Trainingszeit und auch die schnellste Rennrunde fuhr Emerson Fittipaldi heraus.

## Kurzmeldungen Formel 1
- Designer Luigi Colani präsentierte seinen futuristisch gestylten Eifelland-Formel-1-Wagen, der aber ein Flop war.
- Helmut Marko verlor durch einen von Ronnie Peterson hochgeschleuderten Stein beim Großen Preis von Frankreich ein Auge.
- Emerson Fittipaldi wurde mit 25 Jahren jüngster Formel-1-Weltmeister der Formel-1-Geschichte und blieb dies bis zum Titelgewinn von Fernando Alonso im Jahr 2005.